# 김은식 (배우)
김은식은 대한민국의 연극배우 겸 뮤지컬 배우이다.

## 생애
2002년 연극배우 첫 데뷔하였고 이듬해 2003년 뮤지컬 배우 데뷔하였다.
영화로는 11시 11분 (단편), 달빛 소나타 (단편), 어시장 (단편), 우리 만난지 일 년 되는 날 (독립영화) 등에 출연하였으며, 뮤지컬 재너두, 동키쇼, 이솝 빌리지, 우리로 서는 소리 등에도 출연하였다.
TV 재연방송 배우로 활동하며 TvN 범죄의 재구성, PSB 건강 클리닉 등에 출연하였다. LG 사이언 알리바이폰의 CF 모델로도 활동하였다.

## 대표작
대표작으로는 연극 《햄릿》, 《상록수》, 《나는 야한 여자가 좋다》, 《황구도》, 《사람은 무엇으로 사는가》, 《결혼》 등이 있다.

## 출연작

### 연극
- 《햄릿》
- 《상록수》
- 《나는 야한 여자가 좋다》
- 《황구도》
- 《사람은 무엇으로 사는가》
- 《결혼》

### 영화
- 《11시 11분》
- 《달빛 소나타》
- 《어시장》
- 《우리 만난지 일 년 되는 날》

### 뮤지컬
- 《재너두》
- 《동키쇼》
- 《이솝 빌리지》
- 《우리로 서는 소리》

### CF 광고
- 《LG 사이언 - 알리바이폰》

### TV 시리즈
- TvN 《범죄의 재구성》 - 2006년